# Mahamud
Mahamud és un municipi de la província de Burgos a la comunitat autònoma de Castella i Lleó. Forma part de la comarca de l'Arlanza.
Es troba al sud-oest de Burgos i dins de l'antiga calçada romana que uneix Clúnia amb Cantàbria.
Els seus orígens no són massa clars. El seu nom, Mahamud, d'arrel àrab, ens indica que la vila va néixer durant l'època de la repoblació medieval. Possiblement va ser creada entre els anys 884 i 912, durant una època de pau entre Alfons III d'Astúries(866-910) i Mahamed I de Còrdova (852-886). A la fi del segle ix, cent anys després de les expedicions d'Alfons I (739-757) i el seu fill Fruela (757-768) que van despoblar la conca del riu Duero, els cristians es van establir a la vora del riu arlanzón per mandat del rei Alfons III.
El seu Art: "Església de Sant Miquel"
Va ser construïda en honor d'un arcàngel-en grec cal de missatgers- defensor de la submissió a l'Ésser Suprem. La façana, orientada a ponent, confereix al temple un aspecte de fortalesa. Les dues grans torres que la componen rememoren velles atalaies, per vigilar l'arribada dels enemics, avisar amb les seves campanes als camperols i assegurar-los dins dels seus murs. Alts arcs en les dues torres mostres la sobrietat del gòtic primitiu cistercenc, en transició pel segle xiii. Presenta un gran arc ogival a la porta d'accés al temple. La façana sud del creuer s'obre a la plaça major; va ser aixecada durant el segle xv. La portada barroca va ser realitzada per Juan de Hernaltes entre 1774 i 1775. La façana queda coronada per un rellotge, espai per les campanes i frontó.
A l'interior destaca el "Retaule Major", d'estil renaixentista i treballat amb fusta de noguer. "Retaule de Ntra. Sra. del Rosari",barroc, precedent del churriguerisme. "Mausoleu de Pere Manso", monument funerari erigit cap a 1639 en memòria de D. Pere Manso, frare d'aquesta vila de Mahamud. "Retaule de Santa Bàrbara". "Púlpit" construït en guix i amb forma de prisma de cinc cares, adornades cada una amb diferents filigranes geomètriques. "Capella de Martí F Monasteri i Mari Gonzàlez". "Capella de Sant Martí". "Cor", sustentant el mur de ponent per la seva part de darrere i per un gran arc al front. Les cadires són de pi i daten de principis del segle xvii. "Retaule de Santiago". "Retaule de Sant Josep". "Capella de Ruy Lòpez". "Retaule de Sant Joan Bautista".

## Demografia
| 1991 | 1996 | 2001 | 2004 |
| ---- | ---- | ---- | ---- |
| 179  | 168  | 169  | 159  |